# Tōru Iwatani
Pour les articles homonymes, voir Iwatani.
Tōru Iwatani (岩谷 徹, Iwatani Tōru), né le 25 janvier 1955, est un célèbre concepteur de jeux vidéo des années 1980 connu pour la création du jeu d'arcade Pac-Man.

## Biographie
Tōru Iwatani est embauché par l'éditeur japonais Namco en 1977 pour créer des jeux vidéo. En 1979, avec l'aide de Shigeo Funaki et d'autres collaborateurs de la firme Namco, il invente un jeu appelé Puck-Man. Le jeu sera rebaptisé Pac-Man lors de son exportation en dehors du Japon, pour prévenir un jeu de mots en anglais.
Iwatani continue sa carrière de programmeur de jeux vidéo, sans atteindre la renommée de son Puck-Man. Il est toujours employé chez Namco et a entamé en avril 2005 une carrière de professeur de conception de personnages virtuels à l'université des arts d'Osaka.
En 2015, il apparaît dans le film Pixels, son rôle étant joué par Denis Akiyama (en).